# 顏戶站
顏戶站（日语：／ Gōdo eki */?）是一個位於日本岐阜縣可兒郡御嵩町顏戶，屬於名古屋鐵道廣見線的鐵路車站。車站編號是HM08。

## 車站構造
- 1面1線側式月台的地面車站。無人站。

### 配線圖
| ← 新可兒方向    | 顏戶站 構內配線略圖 | → 御嵩方向 |
| 图例 参考文献： |                     |            |

## 相鄰車站
名古屋鐵道
 廣見線（新可兒〜御嵩）
明智（HM07）－顏戶（HM08）－御嵩口（HM09）

## 外部連結
- 顏戶 - 名古屋鐵道